# MKE MPT
MPT (тур. Millî Piyade Tüfeği )   — семейство модульных винтовок, разработанное и производимое MKEK, Sarsılmaz Arms и Kalekalıp для удовлетворения потребностей вооруженных сил Турции и замены устаревших винтовок, таких как Heckler & Koch G3 и HK33 из-за того, что срок службы большинства из них подходит к концу.   MPT был разработан для боя в самых разных погодных условиях. MKEK MPT — это винтовка, способная выдерживать крайне жестокое обращение, сохраняя при этом высокую точность и надежность в реальных боевых условиях.  
Впервые представлен публике на выставках Eurosatory 2014,  ADEX 2014   и MSPO 2014. 

## История
В 2008 году были построены первые прототипы под названием Mehmetçik-1 под патрон 5,56 × 45 мм НАТО.   Винтовка получила негативные отзывы от турецких солдат, испытывавших ее, которые сообщили, что они предпочитают патрон 7,62 × 51 мм НАТО,  имеющий гораздо большую останавливающую силу и дальность стрельбы и применяющийся в винтовках G3. Поэтому предложенный Mehmetcik-1 был отменен после первого прототипа, и инженеры начали процесс модернизации.
Первая партия из 200 винтовок MPT-76 была доставлена 18 мая 2014 г. и получила положительные отзывы.   Сообщалось, что винтовка была чрезвычайно точной и надежной, превзойдя G3 по всем параметрам. Турецкая армия планирует постепенно отказаться от винтовок G3 и сделать MPT-76 своей основной винтовкой.  Азербайджан планирует производить детали для винтовок совместно с Турцией. 
Серийное производство началось в 2015 г.  На начальном этапе проекта было произведено в общей сложности 35 014 MPT-76 двумя траншами. Первый транш на начальном этапе, состоящий из 20 000 винтовок, был передан государственной компании Machines and Chemical Industries Board (MKEK) в июне 2015 года.  Второй транш, состоящий из 15 014 винтовок, был заключен с местной компанией Kalekalip в декабре 2015 г. 
Первая партия винтовок была готова к поставке турецким военным в январе 2017 г.  К декабрю 2018 г. было изготовлено около 25 000 винтовок MPT-76, а в 2019 г. имеется заказ на более чем 350 000 таких винтовок. 

## Конструкция
Конструкция была основана на платформе AR-15, но на систему с газовым поршнем сильно повлияла немецкая винтовка HK417. Имеет планки Пикатинни для крепления оптики, подствольного дробовика или гранатомета.  MPT-76 имеет некоторые эргономические отклонения от того, что можно было бы считать традиционными винтовками в стиле AR-10:   Вдохновленный HK417 приклад необходимо повернуть против часовой стрелки примерно на 30 градусов, чтобы отрегулировать длину тяги. Он также имеет угловое пластиковое крепление в виде передней рукоятки, которое соединяет переход между нижней частью ствольной коробки и цевьём - его необходимо снять для разборки. Рукоятка заряжания также имеет фиксирующую защелку с правой стороны оружия, а не с левой, что характерно для большинства видов оружия системы Стоунера. 

## Варианты
В производстве находятся следующие варианты: 
- Боевая винтовка с 16-дюймовым стволом под патрон 7,62 × 51 мм НАТО .
- Карабин с 12-дюймовым стволом под патрон 5,56×45 мм НАТО .
- Марксманская винтовка с 20-дюймовым стволом под патрон 7,62 × 51 мм НАТО .

### MPT-55
В мае 2017 года MKEK представила автомат MPT-55 под патрон 5,56 × 45 мм. Стандартная версия весит 3,3 кг и имеет 370 мм ствол, а укороченая версия МПТ-55К весит 3 кг и имеет 279 мм ствол. Турция планирует получить 20 000 винтовок меньшего калибра для замены HK416 в спецподразделениях. 

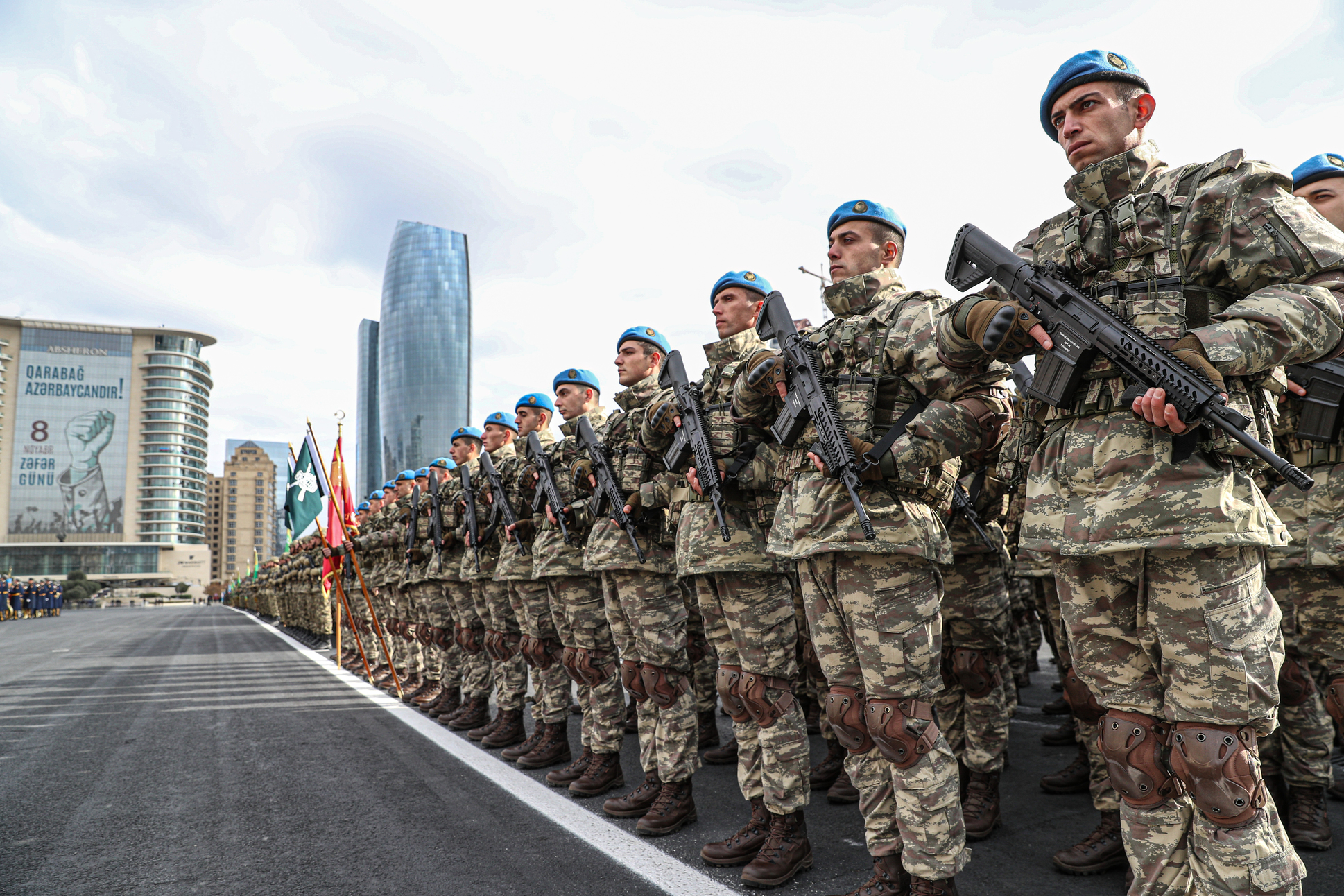
Турецкие солдаты с винтовками MPT на параде в 2020 г.

## Страны-эксплуатанты
- Албания: 30 MPT-76 и 30 MPT-55[30][31][32]
- Северный Кипр: Доставлено около 2,500 винтовок MPT-76[33]
- Сенегал[34]
- Сомали: Доставлено 450 винтовок. Используются спецподразделением Gorgor[35]
- Турция: 66,000 MPT-76 и MPT-55 по состоянию на 2019 год

### Потенциальные пользователи
- Азербайджан[36][37]
- Чили: Заинтересованы в принятии на вооружение данных винтовок.[37]
- Пакистан[38]